# HMS Triumph (1698)
Pour les autres navires du même nom, voir HMS Triumph et HMS Prince.
Le HMS Triumph est un vaisseau de ligne de deuxième rang de 90 canons de la Royal Navy britannique. Sa construction est supervisée M. Lee, au Chatham Dockyard et il est lancé en 1698. Il est rebaptisé HMS Prince en 1714.
Le 13 décembre 1742, le démantèlement et la reconstruction du Prince débute dans les chantiers navals de Chatham, selon les propositions de 1741 du 1719 Establishment. Il est lancé à nouveau le 8 août 1750. Les 18 et 19 août 1759, il participe à la bataille de Lagos au sein de la flotte anglaise commandée par l'amiral Boscawen contre la flotte française de La Clue-Sabran.
Le HMS Prince continue à servir jusqu'en 1773, date à laquelle il est démantelé.

## Sources et bibliographie
- (en) Cet article est partiellement ou en totalité issu de l’article de Wikipédia en anglais intitulé « HMS Triumph (1698) » (voir la liste des auteurs).
- Brian Lavery, The Ship of the Line - Volume 1: The development of the battlefleet 1650-1850, Conway Maritime Press, 2003,  (ISBN 0-85177-252-8)
- Michael Phillips, Triumph (90) (1698), Michael Phillips' Ships of the Old Navy. consulté le 1er février 2008.